# Intex Osaka
Intex Osaka (インテックス大阪?, Intekkusu Ōsaka), conosciuto ufficialmente come International Exhibition Center Osaka (大阪国際見本市会場?, Ōsaka kokusai mihon-ichi kaijō), è un centro congressi ed esibizioni situato a Suminoe-ku, Osaka, Giappone. Il centro è situato nella Business Creation and Information Transmission Zone del distretto di Cosmosquare sull'isola Sakishima, un distretto per gli affari e il trading nell'area della baia di Osaka.
Con 72,978 metri quadrati di superficie espositiva, è la terza struttura a livello nazionale, dietro il Tokyo Big Sight e Makuhari Messe, in termini di spazio espositivo totale. L'abbreviazione "Intex" sta per "INTernational EXhibithion center".

## Eventi principali
- Osaka Auto Messe
- Osaka Motor Show
- Pokémon Festa
- Dōjinshi Sokubaikai